# Якушев, Юрий Александрович
Ю́рий Алекса́ндрович Я́кушев (род. 27 октября 1962, Сарань, Карагандинская область, Казахская ССР, СССР) — казахстанский актёр, директор Русского театра драмы имени М. Ю. Лермонтова (с 1999). Лауреат Национальной Театральной премии «Сахнагер» (2018). Заслуженный деятель Казахстана (2018).

## Биография
- В 1988 г. окончил Алма-атинский театрально-художественный институт, после него работал актером в Государственном академическом русском театре драмы им. М. Ю. Лермонтова.
- С 1988 г. актёр Русского театра драмы имени М. Ю. Лермонтова
- С 1993 по 1999 гг. возглавлял одну из коммерческих фирм.
- С 1999 г. директор Русского театра драмы имени М. Ю. Лермонтова.
- В 2007 году Ю. А. Якушев окончил с отличием Международную академию бизнеса с присвоением степени «магистр делового администрирования».

## Театральные работы
В феврале 1999 года назначен директором Государственного академического русского театра драмы им. М. Ю. Лермонтова. Уделяет внимание вопросам организации театрального процесса, используя современные методы маркетинга и рекламы.

## Награды
- Почётный нагрудный знак министерства культуры РК «Мәдениет саласының үздігі» (2012)
- Медаль «20 лет независимости Республики Казахстан» (2011)
- Медаль «25 лет независимости Республики Казахстан» (2016)
- Медаль «20 лет Астане» (2018)[1]
- Лауреат Национальной Театральной премии «Сахнагер-2018» в номинации «За особый вклад в развитие театрального искусства»[2]
- Заслуженный деятель Казахстана за вклад в развитие отечественной культуры и театрального искусства (15 декабря 2018)[3]

## Личная жизнь
- Женат, воспитывает дочь Евгению.
- Жена — актриса Русский театр драмы имени М. Ю. Лермонтова, народная артистка Казахстана Ирина Лебсак